# Podoštra
Podoštra is een plaats in de gemeente Gospić in de Kroatische provincie Lika-Senj. De plaats telt 212 inwoners (2001).